# Écossisme
Le terme écossisme désigne la pratique des divers hauts grades maçonniques apparus dans la franc-maçonnerie française au milieu du XVIIIe siècle. Ces grades, que l'on qualifiait alors d'« écossais », seront réunis à la fin du siècle en rites maçonniques.

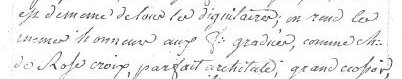
Mention de hauts grades maçonniques dans un rituel français de 1769

## L'adjectif «écossais» dans le vocabulaire maçonnique français
C'est dans un document parisien daté du 11 décembre 1743 que l'on trouve la première trace de l'adjectif « écossais » pour désigner une pratique maçonnique particulière. Il s'agit d'un texte par lequel la première Grande Loge de France condamne ce qui lui semble être une nouveauté:
« Ayant appris depuis peu que quelques frères se présentent sous le titre de Maître Écossais et revendiquent, dans certaines loges, des droits et privilèges... »
En 1744, dans la divulgation intitulée « L'ordre des francs-maçons trahi », l'abbé Pérau indique:
« [...]il court un bruit vague parmi les francs-maçons, touchant un certain ordre qu'ils appellent les Écossais, supérieur à ce que l'on prétend aux francs-maçons ordinaires, et qui ont leurs cérémonies et leurs secrets à part. »
Les chercheurs ne s'accordent pas sur ce que pouvait recouvrir ce tout premier grade dit « écossais » connu en France. Il s'agissait peut-être du grade de « Scots master » attesté peu de temps auparavant dans certaines loges anglaises, ou du grade connu aujourd'hui sous le nom d' « Écossais des 3 J », ou encore du grade dit « de la voûte », similaire au grade anglais de « Royal Arch » dont la légende évoque une parole mystérieuse, cachée dans les fondations du Temple de Salomon.
Certains historiens voient dans l'apparition de ces grades l'œuvre des réfugiés écossais de la Cour jacobite de Saint-Germain en Laye.
Dans le deuxième tiers du XVIIIe siècle, le mouvement de création de nouveaux « hauts grades » se poursuivit, surtout en France, avec des thèmes souvent ésotériques, parfois alchimiques, qui n'étaient pas présents auparavant. Cette multitude de nouveaux grades s'inspiraient cependant d'un nombre relativement restreint de thèmes, ce qui entraîna la création des principaux rites maçonniques à la fin du XVIIIe siècle et au début du XIXe siècle, par regroupement de différentes séries de grades dans des progressions se voulant logiques et cohérentes.
En France, pendant tout le XIXe siècle, l'expression « Rite écossais » vint ensuite désigner dans le langage courant – et avec quelque impropriété – l'ensemble des ateliers du Suprême Conseil de France, qui pratiquaient le Rite écossais ancien et accepté, par opposition à ceux du Grand Orient de France qui pratiquaient presque exclusivement le Rite français.

## Les rites maçonniques dits «écossais»
De nos jours, parmi les nombreux rites maçonniques, plusieurs portent toujours le nom d'« écossais ».
Les mots « rite écossais » peuvent ainsi désigner notamment:
- le Rite écossais rectifié (RER), fondé à Lyon en 1782, il s'appuie sur une tradition d'ésotérisme chrétien codifiée par Jean-Baptiste Willermoz.
- le Rite écossais ancien et accepté (REAA), fondé en 1801 à Charleston (États-Unis), il dérive du Rite du royal secret qu'Étienne Morin développa aux Antilles à partir de 1765 et qu'Henry Andrew Francken transmit en Amérique du Nord. C'est aujourd'hui, de très loin, le système de hauts grades maçonniques le plus pratiqué dans le monde. En revanche, ses trois premiers degrés, rédigés plus tardivement et publiés en 1820[3], sont beaucoup moins connus en dehors de l'Europe continentale.
- le Rite écossais, fondé en Belgique en 1962. Il est le résultat d'une scission rejetant la structure hiérarchique du Suprême Conseil de Belgique du REAA.
- le Rite écossais primitif: d'après l'ésotériste Robert Ambelain qui le « réveilla » en 1985, il s'agirait du rite utilisé en France à Saint-Germain-en-Laye dès 1688 et transmis ensuite par l'intermédiaire de la loge Saint Jean d'Écosse de Marseille.

En revanche, le Rite standard d'Écosse, dénommé « Rite Écossais » au sein du Grand Prieuré des Gaules, est le rite maçonnique actuellement pratiqué en Écosse par la Grande Loge d’Écosse. Il ne contient pas les hauts grades créés en France au XVIIIe siècle qui caractérisent l'écossisme.